# دويرية دوبين
دويرية دوبان (بالإنجليزية: Dupin cyclide)‏ هي عبارة عن انعكاس هندسي لطارة معيارية. التي تنتج من دوران دائرة حول محور مركزي.
تم اكتشافها من قبل تشارلز دوبين (فارزي، 1784 - Paris، 1873) في أطروحته عام 1803 تحت اشراف غاسبارد مونج. ولكن تم أيضا دراسة دويريات دوبين من قبل آرثر كيلي، وجيمس كليرك ماكسويل، ومابل مينيرفا يونغ.

## في الهندسة الوصفية
يمكن وصف دويرية دوبين كنوع من أنواع الاسطح الحلقية. التي تحيط بكرة بينما هذه تصغر أو تكبر على طول مسار دائري. الذي يمكن ان يكون قطع ناقص، أو مكافئ أو زائد
هنا  من الممكن مطالعة مثال معماري عن الاتصال المماسي بين دويريات مخروطية. في هذه الحالة تكون المحاور الدليلية: خطية للدويريات القديمة ودائرية للدويريات المضافة الجديدة.

### العموميات حول دويرية دوبين
قد نحصل على ثلاثة أنواع من الأسطح عند تدوير دائرة دلتا حول خط a ينتمي لمستوى دلتا:
- طارة حلقية عندما لا يتقاطع a مع دلتا
- سطح بنقطة مفردة واحدة عندما يكون a متماسًا لدلتا (طارة القرن)
- سطح به نقطتين مفردتين عندما يتقاطع a مع دلتا في نقطتين (طارة المغزل).

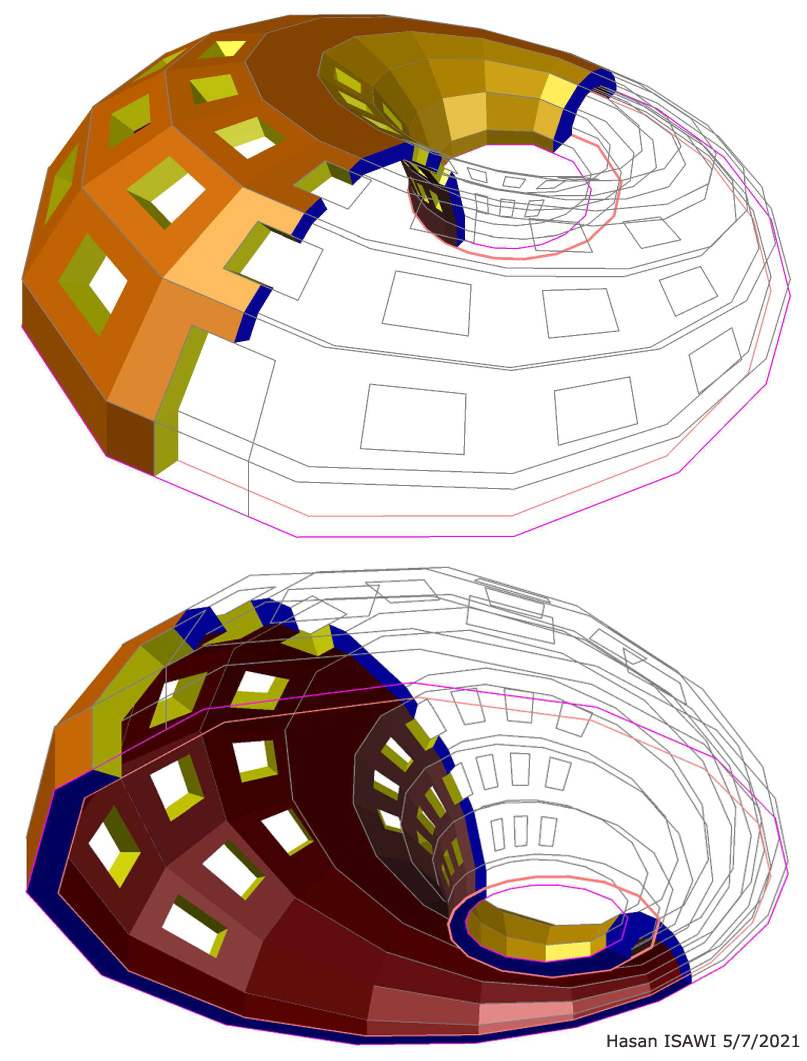
ترشيد متعدد السطوح لدويرية ذات سمك
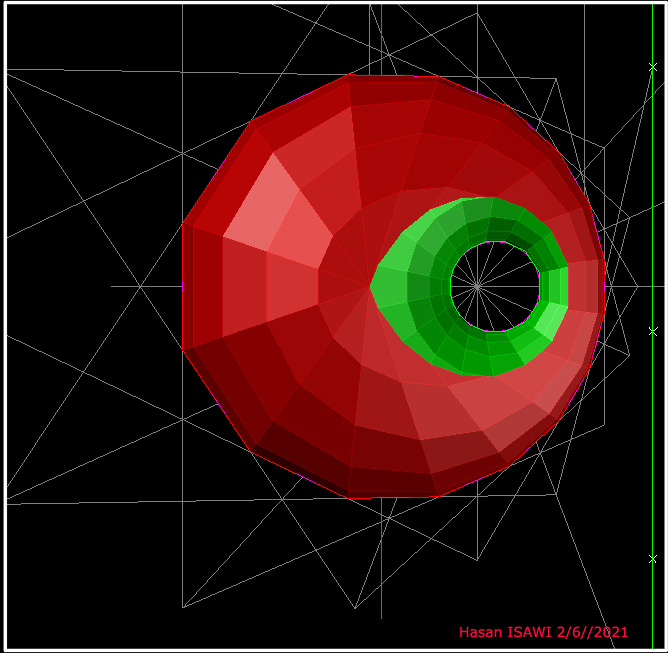
ترشيد متعدد السطوح لدويرية مغلفة كرات
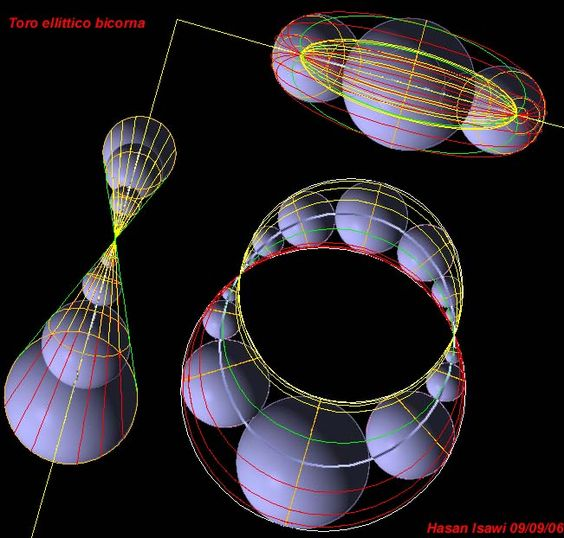
طارة اهليجية
التحول الدوري لثلاثة قطوع مخروطية غير متشابهة. خلافا للدوائر التي استخدمها دوبين
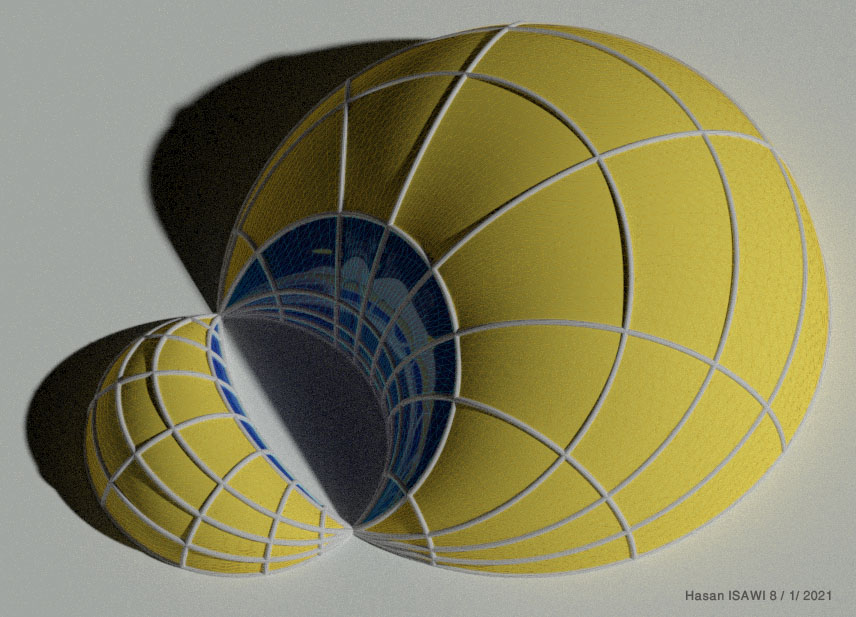
دويرية مزدوجة القرون (double horn cyclide)
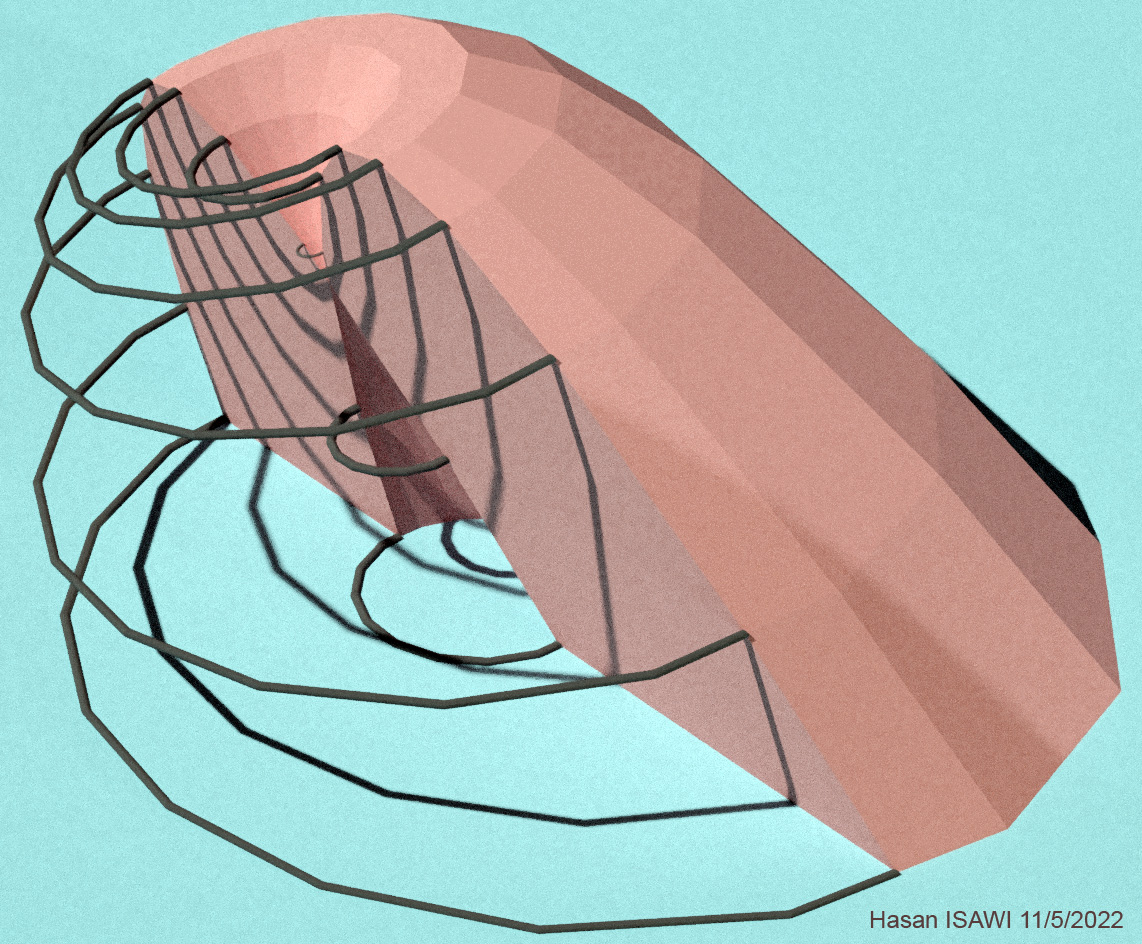
Parabolic Spindle Cyclide
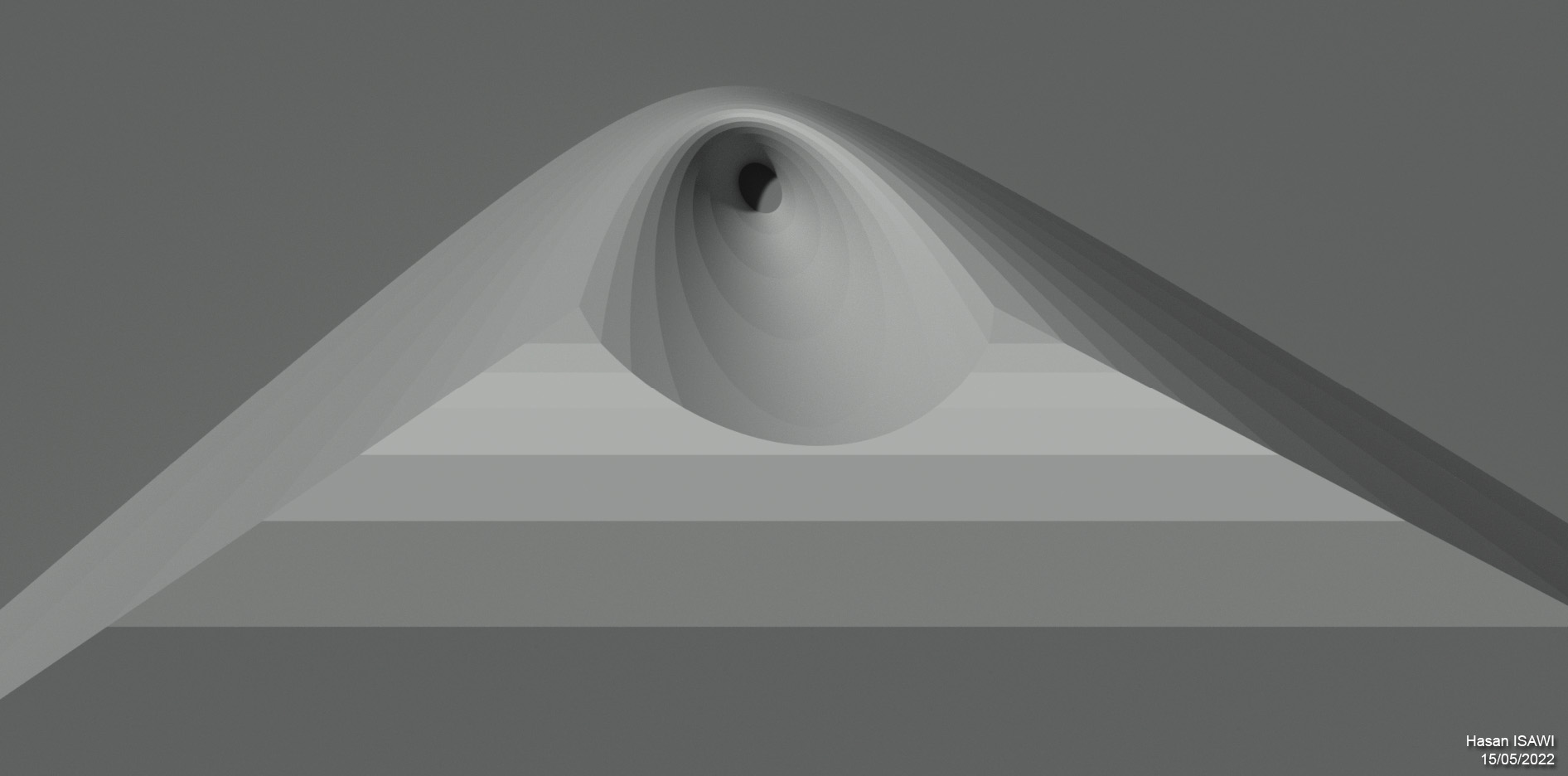
دويرية مكافئية
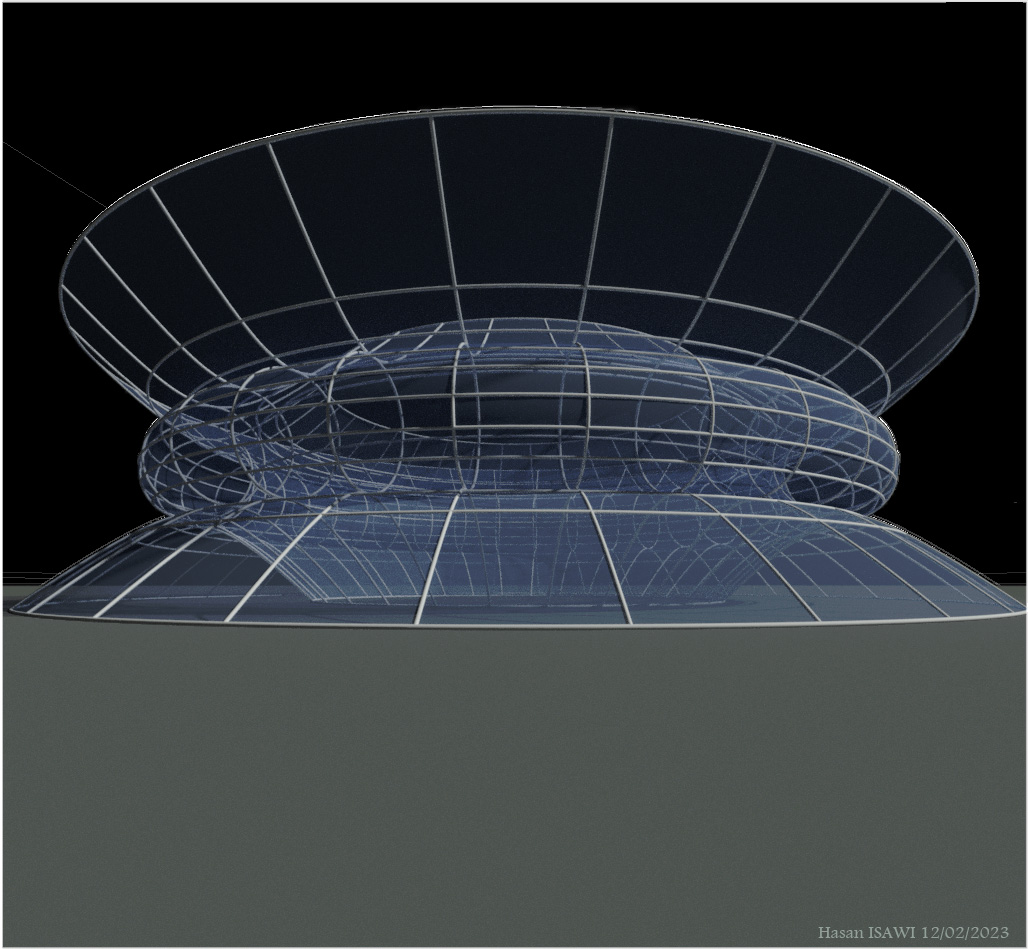
نمذجة وصفية لدويريتين متقابلتين. تم الحصول عليهما تبعا لتحول دائري لسطح اهليجي وسطح زائدي بالتوالي
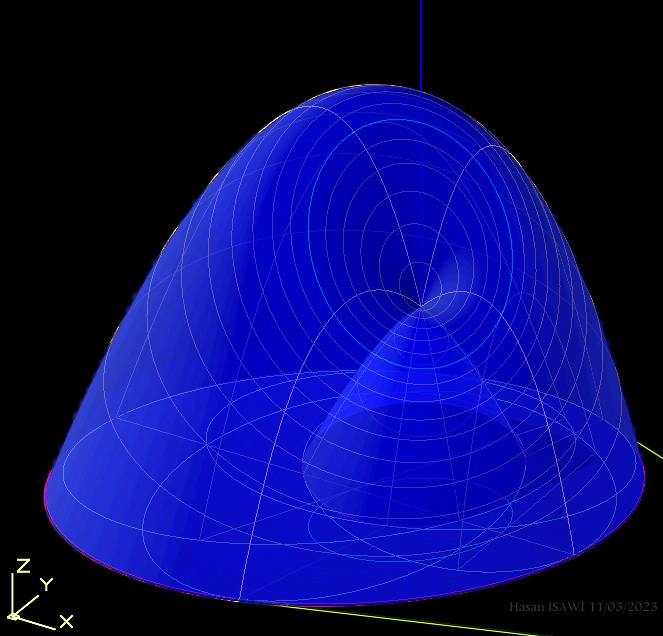
سطح دويري مكافئ بدليل ناقصي